# Ursula Edelmann
Ursula Edelmann, geborene Ursula Pomplitz (* 30. März 1926 in Berlin; † 7. Dezember 2024 in Hamburg), war eine deutsche Fotografin.

## Leben
Ursula Edelmann wurde 1926 als Ursula Pomplitz in Berlin geboren. Sie ist die Tochter des Juristen Kurt Pomplitz (1893–1946) und von Ella Pomplitz, geborene Poggendorff (1898–1993). 1960 heiratete sie den Kunsthistoriker und Bibliothekar Gottfried Edelmann. Ihr gemeinsamer Sohn ist der Journalist und Designkritiker Klaus Thomas Edelmann.

## Werdegang und Werk
Nach Kriegsende ging Ursula Pomplitz bei dem Fotografen Max Baur in Potsdam in die Lehre. Seit 1949 lebte sie als Fotografin in Frankfurt am Main, fast von Anfang an war sie freiberuflich tätig. Sie dokumentierte das kriegszerstörte Frankfurt und begleitete als fotografische Chronistin den Wiederaufbau der Stadt. Nach anfänglichen Aufnahmen ohne Auftrag fotografierte sie ab 1955 im Auftrag des städtischen Hochbauamts die laufenden Bauprojekte der Stadt, vom Wohnungsbauprogramm über Gebäude für die Versorgung wie Großmarkthalle, Schlachthof, Feuerwehr und bis zu Schulen und Freizeiteinrichtungen. Bereits 1954 hatte Ursula Pomplitz begonnen, historische, z. T. kriegszerstörte Bauten zu fotografieren, etwa das völlig zerstörte Dominikanerkloster. Dabei lernte sie Gottfried Edelmann kennen, der dort Ausgrabungsarbeiten beaufsichtigte. 1960 heiratete sie ihn und nahm den Nachnamen Edelmann an. Ihr gesamtes Berufsleben lang und auch im  Ruhestand lebte sie in Frankfurt; erst im Februar 2024 zog sie nach Hamburg um.
Seit den sechziger Jahren fotografierte sie hauptsächlich Gemälde, Zeichnungen und Skulpturen für Frankfurter Museen, besonders für das Städelsche Kunstinstitut, das Liebieghaus und das Goethe-Haus. Geschätzt wird ihr präziser Blick auf die Kunst – von der Antike über die alten Meister bis zur Moderne. Sie erfasste die Kunstwerke so werkgetreu, wie es in einer fotografischen Aufnahme möglich ist. In zahlreichen Kunstbänden, Zeitschriften und Zeitungen, auf Plakaten und Postkarten erschienen ihre Aufnahmen.
Von Dezember 2018 bis Juli 2019 zeigte das Städel Museum im Kontext von Gemälden der „Neuen Sachlichkeit“ ihre Serie von Sachfotografien, die Rührmaschinen der Maschinenfabrik Petzhold aus Frankfurt-Fechenheim zeigt. Die Fotos waren 2018 für das Städel angekauft worden.
Eine bis heute wenig bekannte Werkgruppe umfasst ihre Fotografien von historischen Bauwerken, Skulpturen und archäologischen Fundstätten in Frankreich, Spanien und Italien, die hauptsächlich während der 1960er bis 1980er Jahre entstanden. Zu Beginn der 2000er Jahre erhielt Ursula Edelmann von der Bauaufsicht der Stadt Frankfurt den Auftrag, Neubauten zu dokumentieren.
Werke von Ursula Edelmann finden sich heute u. a. in Sammlungen des Städel Museums Frankfurt, des Museums für Moderne Kunst Frankfurt und im Historischen Museum Frankfurt sowie in namhaften Privatsammlungen.

## Zitat

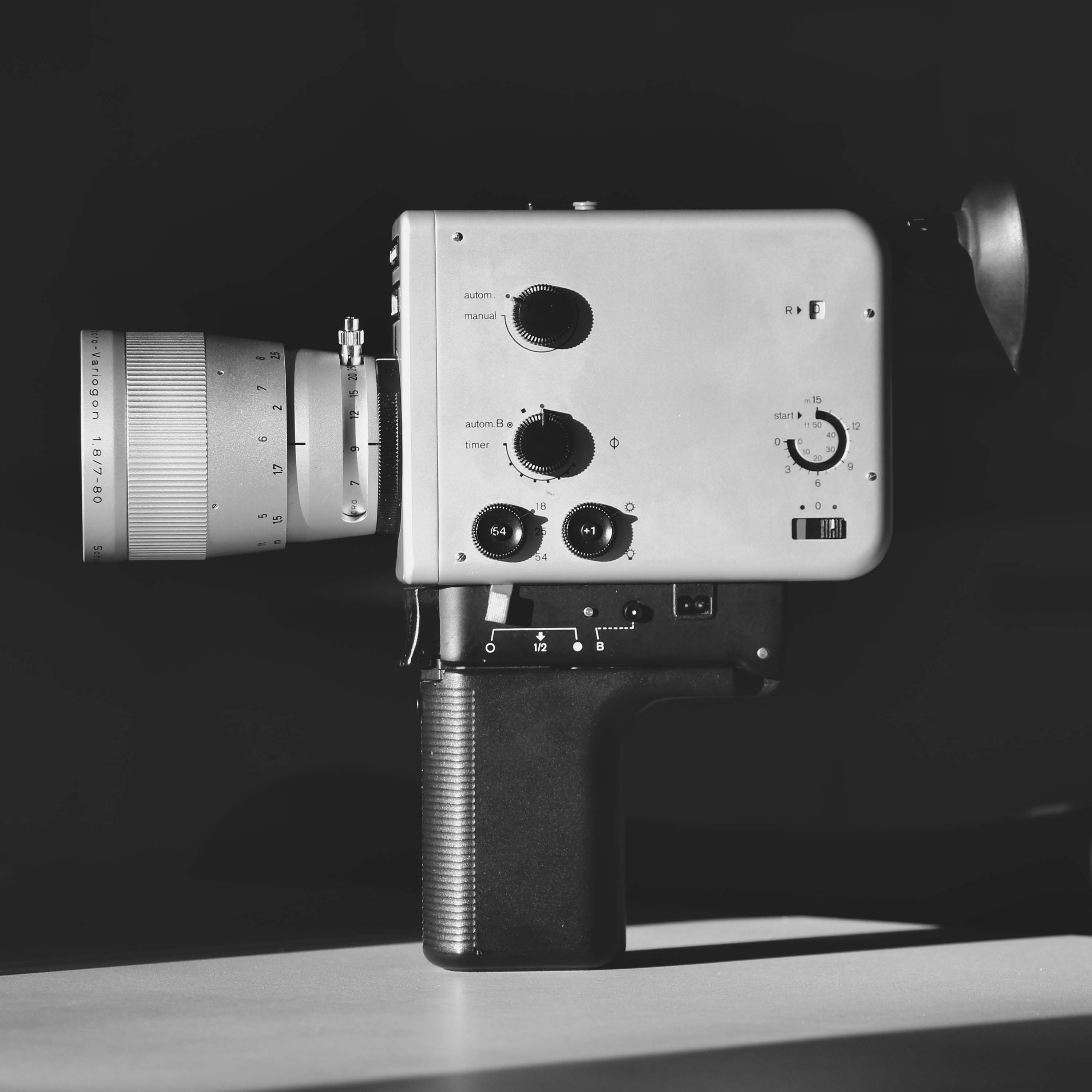
Braun Nizo professional von der Fotografin Ursula Edelmann

„Ihre Arbeiten sind keine Schnappschüsse oder flüchtige Erinnerungen an einen Moment. Es sind Bilder, die in ihrer Ruhe und Klarheit wie arrangiert wirken, tatsächlich aber Zeugnis der sorgfältigen Suche nach dem besten Blickwinkel und höchster handwerklicher Präzision sind. Deutlich unterscheiden sich diese Bilder von journalistischen Fotografien. (…) Manche der Bilder, die die Realität so exakt und angemessen  wie möglich zu erfassen suchen, sind selbst zu Kunstwerken geworden.“

## Ausstellungen (Auswahl)
- 2002: „Ursula Edelmann Fotografien“, Institut für Stadtgeschichte, Karmeliterkloster, Frankfurt am Main;
- 2002/03: „Ursula Edelmann Frankfurt am Main“, Galerie Michael Neff Frankfurt am Main;
- 2005: Fotografien aus einer kleinen Großstadt, Ausstellungszentrum Kroch-Haus, Leipzig;[7]
- 2009: Max Baur und Ursula Edelmann; Fotografien 1925–2008, Galerie Braubachfive, Frankfurt am Main;
- 2012: Ansichten zwischen Dom und Römer, Galerie Braubachfive, Frankfurt am Main;
- 2013: Der Henninger Turm 1961–2013, Fotografie, Galerie Braubachfive, Frankfurt am Main;
- 2014: Die Stadt der 1950er und 1960er Jahre – Frankfurt im Wiederaufbau nach dem zweiten Weltkrieg, Kasseler Architekturzentrum
- 2015: Architekturfotografie, 1950 Frankfurt 1959, Ursula Edelmann / Georg Christian Dörr, Galerie Braubachfive, Frankfurt am Main;
- 2015: Treppen, Fotografien, Kunstraum Bernusstraße, Frankfurt am Main;
- 2016: Potsdam – Ursula Edelmann, Fotografie – Stefan Pietryga, Installation, Kunstraum Bernusstraße, Frankfurt am Main;
- 2018: Ursula Edelmann – Frankfurt Fotografien, Stadtkultur Museum Bensheim, Bensheim;
- 2020: Die Inspiration – zwei Blicke | Ursula Edelmann & Stefan Pietryga – Fotografie und Skulptur, Kunstraum Bernusstraße, Frankfurt am Main;
- 2021: Ursula Edelmann – Ein Leben für die Fotografie, kuratiert von Rudi Feuser und Stefanie Wetzel, Pangallery zu Gast im Kunstraum Bernusstraße, Frankfurt am Main
- 2024: Stadt der Fotografinnen. Frankfurt 1844 – 2024 (Gruppenausstellung), Historisches Museum, Frankfurt am Main